# Hendrik Stephanus Hertzog van Blerk

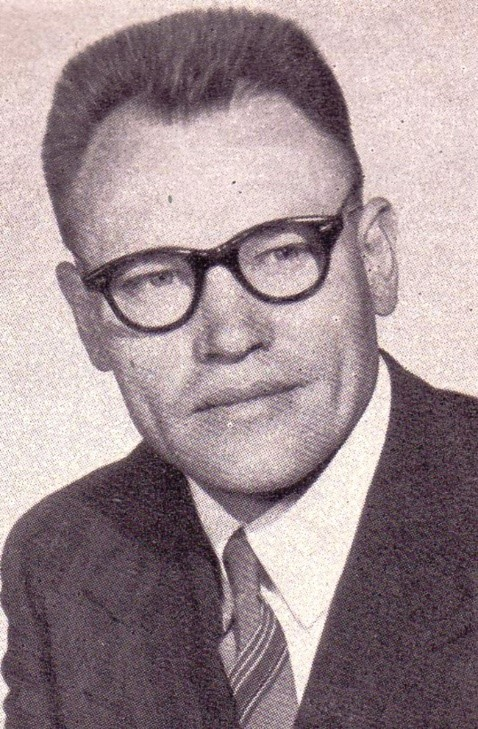
Hendrik Stephanus Hertzog van Blerk

Hendrik Stephanus Hertzog van Blerk (Johannesburg, 27 november 1915 - 25 december 2010) was een Zuid-Afrikaans journalist en schrijver.
Hij was mijnwerker, journalist en schrijver van realistische romans. Een aantal werken gaat over het leven in de mijnen: Daarom is die winddreun diep (1951), Reën van erbarming (1952), Twee stuiwers vir 'n mossie (1959), Die mynramp (1964) en Son van geregtigheid (1965). Kas Plesie se hartseerdae (1966) gaat over een eenvoudige boerenzoon die in de gevangenis zit. In dit boek wordt het leven van een ter dood veroordeelde beschreven, zijn leven met de medegevangenen en de kwellende vragen over het leven buiten de gevangenis.
- International Standard Name Identifier: 0000 0000 2721 988X
- Library of Congress Control Number: n87148485
- Nederlandse Thesaurus van Auteursnamen: 068578628
- Système universitaire de documentation: 130647829
- Virtual International Authority File: 55664231
- WorldCat: E39PBJrCdf9mPhmtyVjYDY8V4q